# Roberta Bayley
Roberta Bayley (* 1950 in Pasadena) ist eine US-amerikanische Fotografin. Sie ist bekannt für ihre Fotos der New Yorker Punkrockszene der 1970er Jahre.

## Leben und Werk
Bayley wuchs in der San Francisco Bay Area auf. Sie war bereits als Jugendliche musikbegeistert und besuchte Konzerte der Rolling Stones, The Kinks, The Who und Bob Dylan. In der High School belegte sie Fotokurse. Ein Studium an der San Francisco State University brach sie 1971 ab. Anschließend zog sie für drei Jahre nach London. Dort arbeitete sie kurz im Laden „Let It Rock“ von Vivienne Westwood und Malcolm McLaren in der King’s Road.
Im April 1974 kehrte Bayley in die USA zurück und zog ins East Village von New York City. Dort sah sie Konzerte der New York Dolls, von Television und von Patti Smith und wurde schnell in die New Yorker Musikszene aufgenommen. Mit Richard Hell begann sie eine Beziehung. Sie arbeitete zunächst am Einlass des Punk-Clubs CBGB. Später wurde sie Assistentin bei Blondie und fing an, im CBGB auftretende Bands wie die Ramones, die Talking Heads, Television und Blondie zu fotografieren. Ihre erste Kamera, eine gebrauchte Pentax Spotmatic, kaufte sie 1975. Im selben Jahr begann sie, beim Punk Magazine mitzuarbeiten. Von 1976 bis 1979 war sie die leitende Fotografin der Zeitschrift.
Für die dritte Ausgabe des Punk Magazine fotografierte Bayley 1976 die Ramones auf einem alten Spielplatz an der 2nd Street in Manhattan. Die Plattenfirma der Band verwendete das Bild für das Cover des ersten Ramones-Albums mit dem Titel Ramones. Das Plattencover (Gestaltung: Arturo Vega) gilt als ikonisch, wurde vielfach kopiert und zitiert und befindet sich mittlerweile in der Sammlung des Museum of Modern Art.
Bayley ist bekannt für weitere Fotos von den Ramones, aber auch für Aufnahmen von Debbie Harry, Richard Hell, Johnny Thunders, Iggy Pop, The Sex Pistols, The Clash, The Damned, Nick Lowe, Rockpile, Elvis Costello, X-Ray Spex, Billy Idol und vielen anderen Musikgrößen.
Roberta Bayley lebte (Stand 2020) noch immer im East Village. Ihr Vorlass wurde 2020 von der Beinecke Library der Universität Yale angekauft.

## Werke in Sammlungen
- 1976: Cover-Foto für das Album Ramones, Museum of Modern Art, Abb.
- 1976: Foto von Iggy Pop, Detroit Institute of Arts, Abb.

## Veröffentlichungen (Auswahl)
- Victor Bockris, Roberta Bayley: Patti Smith: An Unauthorized Biography. Simon & Schuster, New York 1999, ISBN 0-684-82363-2.
- Roberta Bayley: Blondie: Unseen 1976–1980. London 2006, ISBN 978-0-85965-396-1.

## Filme mit und über Roberta Bayley (Auswahl)
- Downtown 81. Spielfilm (1981, wiederveröffentlicht 2001), Regie: Edo Bertoglio;[12] Bayley ist in einer Nebenrolle zu sehen.[3]
- She Just Takes Pictures. Dokumentarfilm (2019), Regie: Beth Lasch[13]